# Киевский погром (1919)
Киевский погро́м (погро́м евре́ев в го́роде Киеве) — погром, произведённый военнослужащими Добровольческой армии против еврейского населения города Киева в августе — октябре 1919 года. Погром достиг своего пика в первую неделю октября 1919 года.

## Предыстория
Еврейское население города Киева представляло собой значительное национальное меньшинство — по данным на конец XIX века, евреи составляли третью по численности (после русских и украинцев) языковую группу среди жителей города.
На протяжении всей Гражданской войны в России на территории Украины происходили самые жестокие и кровавые еврейские погромы, проводившиеся всеми без исключения противоборствующими силами. Погромы осени 1919 года лишь продолжили погромную волну, начатую ещё при отступлении Русской армии летом 1917 года и перекатывавшуюся по Украине на протяжении двух предшествующих лет.
Добровольческая армия, вошедшая на территорию Правобережной Украины в 1919 году, кардинально отличалась от Армии, родившейся зимой 1917—18 гг., — из «белой» она, фигурально выражаясь, превратилась в «серую» и «грязную». Добровольцы, пришедшие в неё по идейным убеждениям в первый период её существования, уже были выбиты. Мобилизованные в Добровольческую армию отличались низкими моральными качествами. Армейские части были крайне малочисленны, оторваны от баз снабжения и главного командования (первое обуславливало необходимость заниматься «самоснабжением», второе — сложности с поддержанием твёрдой дисциплины в войсках и, как результат, её падение) и очень мало напоминали собой регулярную армию. В условиях слабой системы снабжения Армии, её «самообеспечения», катастрофического падения дисциплины, слияния в глазах «добровольцев» понятий «антибольшевизм» и «антисемитизм» — евреи и их имущество рассматривались многими как «законная военная добыча».

## Добровольцы в Киеве в сентябре 1919 г.
Войска Добровольческой армии вошли в Киев 18 (31) августа 1919 года. При подходе к Киеву добровольцами был разбит «еврейский красный батальон», сформированный на национальной основе из местных жителей. Вступив в Киев, добровольцы получили восторженный приём значительной части местного населения, пронизанной антисемитскими настроениями. В. В. Шульгин вспоминал, что настроение киевлян в тот момент «было ярчайшим образом контрреволюционным, антисемитским», что в значительной степени объяснялось красным террором, который осуществляла местная Чрезвычайная комиссия, в составе которой преобладали евреи. Как вспоминала графиня Л-ая, очевидец этих событий: 

А в толпе уже один только разговор, одна общая для всех тема: «жид». Ненависть к ним объединила всех, и какая ненависть: «жиды, жидовка, комиссар, комиссарши». «Бить, резать, грабить»… все, без исключения отождествляют евреев с большевиками, и все, без исключения, требуют для них наказания— Л-ая Л. Очерки жизни в Киеве в 1919-20 гг. // Архив русской революции. Т. 3.
Усилиями армейского начальства и общественных деятелей погромов в этот период удалось избежать; населению внушалось, что «суд над злодеями должен быть суровым и будет таковым, но самосуд недопустим». Известны случаи, когда «добровольцы» буквально вырывали евреев из рук разъярённой толпы, готовившейся учинить бессудную расправу. В течение первых двух недель сентября (по новому стилю) командованию удалось поддерживать порядок в городе, но даже в этот период правления ВСЮР суммарно погибло более ста евреев. «Тихий погром» шёл и далее, но, начиная со второй половины сентября, количество убийств стало, по-видимому, незначительным. Выступая перед журналистами, Главноначальствующий Киевской области ВСЮР генерал А. М. Драгомиров отметил, что 

…высшая власть решила принять самые решительные меры для пресечения эксцессов последнего времени, жертвами которых являются евреи. Все виновники будут предаваться военно-полевому суду. Но недостаточно одних репрессивных мер. Нужны меры разъяснительные. Надо разъяснить малосознательным классам, что за преступления евреев-большевиков не может ответить весь еврейский народ. Необходимо, чтобы евреи ясно и определённо отмежевались от большевиков и полубольшевиков и чистосердечно стали на сторону идей, выдвинутых Добрармией.
В середине сентября 1919 г. солдатами Волчанского партизанского отряда, непосредственно перед этим принимавшими участие в резне в городе Фастове, было совершено убийство трёх евреев. Драгомиров немедленно выехал к месту происшествия и приказал безотлагательно предать всех виновных (ими оказалось семеро солдат) военно-полевому суду. В тот же день военно-полевой суд, рассмотрев дело, приговорил всех семерых к каторжным работам. Генерал Драгомиров предоставленной ему по закону властью приказал всех виновных в убийстве расстрелять. По городу начали распространяться слухи, что в случае приведения приговора в исполнение будет разгромлен весь район, в котором было совершено убийство. Под давлением «новых данных» Драгомиров отменил свой приговор и передал дело на доследование.

## Вылазка Красной армии и кратковременный отход «добровольцев» из Киева
Ситуация коренным образом изменилась после того, как в результате дерзкого налёта Красной армии удалось кратковременно выбить белых из Киева 1 (14) октября 1919 года. Вместе с белыми войсками, спасаясь от большевиков, город покинуло порядка 60 тысяч местных жителей. Среди отступавших находились почти все члены редакций издававшихся в Киеве газет, в том числе такие публицисты, как И. Г. Эренбург и В. В. Шульгин. В дни пребывания красных в Киеве белые находились на его окраине, в Дарнице, ставшей, по выражению одной из газет, «центром, своего рода микрокосмом Киева», а само пребывание «добровольцев» и беженцев в Дарнице получило название «Дарницкого сидения».
Было сразу обращено внимание на то, что среди беженцев практически не было евреев. Был сделан вывод, что евреям приход большевиков в город ничем не угрожает. Кроме того, как это постоянно бывало во времена Гражданской войны, начали распространяться слухи, что евреи стреляли по отступающим войскам, обливали отходящие через город части из окон кипятком и кислотой, восторженно встречали Красную армию и тому подобное (что впоследствии, в результате расследований, конечно же, оказалось вымыслом).
А. М. Драгомиров так описывал в сообщении А. И. Деникину происходившее в тот момент в Киеве: 

Случаев стрельбы из окон по нашим уходящим войскам было много. Евреи нацепили красные ленточки и не скрывали своей радости от прихода большевиков… Истеричные бабы-торговки начали бегать с воплями, что «жиды режут христиан» и т. д.… когда большевики вошли в Киев, то их <евреев> экспансивность взяла верх, и они устроили такое ликование, которое сразу показало, на чьей стороне их симпатии. Этого им народ им не может простить, и его настроения нельзя охарактеризовать иначе, как бешеной злобой против всего еврейского…
Утром 2 (15) октября 1919 года белые контратаковали и вернулись в город. Непрерывные кровопролитные бои шли в Киеве на протяжении последующих двух дней. Красных оттесняли квартал за кварталом и к исходу 4 (17) октября 1919 года выбили в предместья Киева, а на следующий день отбросили за Ирпень.

## Начало погрома
С самого начала боёв за возврат города под контроль Добровольческой армии в нём вспыхнул еврейский погром, совершавшийся чинами ВСЮР и местным населением, который удалось остановить только к 6 (19) октября 1919 года, с возвращением в Киев армейского командования во главе с А. М. Драгомировым. Отдельные убийства совершались вплоть до 7 (20) октября 1919 года. В первые дни, а вернее ночи, так как погромом занимались в основном только по ночам рядовые «добровольцы», вышедшие из-под контроля своих офицеров, противодействие властей и командования было недостаточным. Свидетель этих событий, поручик В. В. Шульгин, вошедший в город в составе «Отряда обороны Киева генерала Непенина», вспоминал, что дисциплина в вернувшихся в город белых войсках отсутствовала полностью, солдаты не выполняли приказов своего начальства, а самого Шульгина в первый же вечер, прямо напротив дворца Главнокомандующего Киевской области ВСЮР Драгомирова, арестовал и сдал в комендатуру пьяный солдат Волчанского отряда. Шульгин так прокомментировал свой арест: «Над городом повисло разложение… Мы владели Киевом и не владели. Владели им герои „волчанцы“ и прочие „герои“. Они не повиновались уже „Драгомировскому особняку“…».
Главной целью погромщиков были деньги и другие материальные ценности. Особенно свирепствовали чеченцы и казаки. Погромщики грабили еврейские квартиры вооружёнными группами, по 5—6 человек в каждой. Вымогая у евреев деньги, погромщики прибегали к жестоким пыткам. Массовый характер приняли изнасилования еврейских женщин. Местное население забирало то, что не взяла армия. Впрочем, сохранились свидетельства о случаях помощи христианского населения киевскому еврейству.

## Самозащита еврейского населения
Примечательно, что в дни этого погрома еврейскому населению удалось выработать своеобразную тактику защиты. Так как было очевидно, что погром происходит вопреки воле властей и командования, жители целых домов и кварталов, которые полагали, что их собираются «громить», начинали, стоя у открытых окон, дружно кричать, бить в металлическую посуду и просто шуметь для привлечения внимания. Очевидец событий И. Г. Эренбург писал: «В чёрных домах всю ночь напролёт кричали женщины, старики, дети; казалось, что кричат дома, улицы, город». Погромщики, опасаясь, что на крики жертв прибудет государственная стража или специально созданные армейским командованием для патрулирования города офицерские патрули, как правило, отступали. Именно об этом явлении киевский публицист и общественный деятель В. В. Шульгин написал свою печально знаменитую статью «Пытка страхом».
Ставший впоследствии известным карикатуристом Борис Ефимов так вспоминал о тех днях: 

…советские войска снова ушли, а белогвардейцы вернулись обратно. Причём вернулись злые и свирепые, как дьяволы. Их нынешнюю ярость, прямо пропорциональную их недавней панике, они немедленно стали вымещать на мирном населении. Киев подвергся погрому и разграблению. Если до октябрьского рейда Якира в городе поддерживался хотя бы внешний показной порядок, то теперь стало небезопасно показываться на улице, а киевские ночи стали страшны: в разных частях города стоял несмолкаемый крик сотен и тысяч человеческих голосов. Это кричали жители домов, куда ломились шкуровские головорезы. Крик подхватывали соседние дома, потом более отдалённые — и вот уже кричали целые кварталы, переулки, улицы. В большинстве случае нервы бандитов не выдерживали, и они отступали. Видимо, этот массовый крик в ночи производил впечатление, если белогвардейские власти несколько смутились и приняли меры к прекращению погрома.— Ефимов, Б. Е. Мой век. М: Аграф, 1998. — 318 стр.
К. Г. Паустовский вспоминал: 

…первый ночной погром на Большой Васильковской улице. Громилы оцепили один из больших домов, но не успели ворваться в него. В притаившемся тёмном доме, разрывая зловещую тишину ночи, пронзительно, в ужасе и отчаянии, закричала женщина. Ничем другим она не могла защитить своих детей, — только этим непрерывным, ни на мгновение не затихающим воплем страха и беспомощности. На одинокий крик женщины внезапно ответил таким же криком весь дом от первого до последнего этажа. Громилы не выдержали этого крика и бросились бежать. Но им некуда было скрыться, — опережая их, уже кричали все дома по Васильковской улице и по всем окрестным переулкам. Крик разрастался, как ветер, захватывая всё новые кварталы. Страшнее всего было то, что крик нёсся из тёмных и, казалось, безмолвных домов, что улицы были совершенно пустынны, мертвы и только редкие и тусклые фонари как бы освещали дорогу этому крику, чуть вздрагивая и мигая… Кричал Подол, Новое Строение, Бессарабка, кричал весь огромный город.— Паустовский, К. Г. Повесть о жизни.

## Борьба с погромом командования войск Киевской области ВСЮР
Уже на второй день после начала погрома — 5 (18) октября 1919 года — по городу был расклеен противопогромный приказ командующего Войсками Киевской области ВСЮР генерала Н. Э. Бредова, содержавший слова: «Добровольцы! Мужество перед врагом и милосердие к мирному населению и даже к поверженному врагу должно быть вашим украшением…».
6 (19) октября 1919 года в Киев вернулись представители высшей «добровольческой» власти во главе с генералом А. М. Драгомировым, которые приняли активное участие в ликвидации погрома, для чего «пришлось пустить в ход офицерские роты для патрулирования по городу, допустить формирование вольных рот из рабочих для охраны наиболее угрожаемых мест,… Несколько мерзавцев, пойманных на месте преступления, (среди них были и офицеры) были оправданы военно-полевыми судами. Вот до чего нашла наша дряблость с лёгкой руки негодяя Керенского!», — возмущённо писал Драгомиров. Он «вытребовал к себе составы судов, вынесших такие приговоры, и разругал их так, как, кажется, ещё никто никого не ругал». Комендант Киева генерал Павловский подал рапорт об отставке, которая была принята. Суды стали выносить смертные приговоры, которые «все и были приведены в исполнение». Число налётов на еврейские квартиры и дома сократилось, а убийства практически прекратились.
Однако меры, предпринимаемые властями, были по сути безрезультатны: «тихий» погром в городе не прекратился. Репрессии против погромщиков лишь раздражали киевлян и вызывали их «на новые эксцессы в иной форме». В городе начались, как отмечал Драгомиров, налёты и убийства евреев «в глухих углах. Для нашей стражи такие налёты и убийства — неуловимы. Никакое примирение пока невозможно. Для народных масс виденное ими ликование евреев при вступлении большевиков предопределило надолго к ним отношение, которого никакой агитацией не изменишь».

## Реакция на погром
Предпринимались многочисленные попытки идейно ослабить волну антисемитизма. Газеты взывали к государственному чувству граждан, указывая, что погромы играют на руку большевикам и производят неблагоприятное впечатление на союзников. Видными представителями киевской еврейской общественности был создан «Еврейский комитет содействия возрождения России» — организация, подчёркнуто лояльная к Добровольческой армии. Комитет выпустил декларацию, в которой, в частности, говорилось: 

Еврейское население России кровно заинтересовано в победе начал государственности и свободы над диким разгулом классового и национального террора, в преодолении анархии слева, неизбежно влекущей анархию справа. Государственное единство и полнота национального существования всех народов России — это необходимое условие и для нормальной жизни евреев. К этому мы стремимся. Это стремление живёт в нас и не может быть ничем убито. Ничем — даже погромами и насилиями, пятнающими великую борьбу за освобождение России от большевиков. Через преследования и пытки, сквозь клевету и гнусную ложь пронесём мы это стремление возродить страну, в которой права гражданства мы приобрели веками труда, страданий и горя. Именно теперь, когда в новую стадию вступает борьба с большевиками и освобождаются от них огромные пространства, очищается обширный тыл, нужна напряжённая работа всех общественных сил, стоящих на почве общественности, законности и права. Нужна объединённая деятельность, гражданский мир в тылу гражданской войны. Еврейский комитет содействия возрождению России обращается поэтому ко всему еврейскому населению нашего края с призывом осознать свои гражданские обязанности и собрать все свои силы для поддержки творческих элементов страны в их борьбе за возрождение России на началах свободы и права.
В Киеве организовалась «Лига борьбы против антисемитизма», в которую вошли почти все левые партии, до кадетов включительно. Председателем был избран А. Н. Зарубин. Лига развила бурную деятельность по предотвращению дальнейших погромов, приняв участие в расследованиях случаев стрельбы из окон домов по добровольцам, в переговорах с военным командованием и тому подобное. Лига выпускала прокламации антипогромного содержания, которые печатались при содействии городского головы Киева Е. П. Рябцова. В интервью одной из газет Зарубин отмечал, что «преобладающим элементом среди членов лиги являются христиане. Цель лиги — широкая агитация и пропаганда среди широких слоев населения идей солидарности народов, населяющих Россию, а также борьба с брошенным в толпу лозунгом: „евреи и большевики — одно и то же“».
Погром осудил Союз Возрождения России.
Сочувствие жертвам погромов вызывало у киевлян далеко не однозначную реакцию: население вопрошало Драгомирова, пожертвовавшего 1 ½ миллиона рублей на нужды комитета помощи пострадавших от погромов: «Кто же помогает русским сиротам и вдовам?». Первая жена В. В. Шульгина, Екатерина Григорьевна Шульгина (Градовская), вспоминала: «Настроение войск было ярко антисемитским. Левые и евреи обрушивались и обвиняли генералов в потворстве погромам. А когда генералы издавали приказы и грозили наказанием за погром — начинался крик справа, и в войсках говорили о продаже генералов „жидам“. А. М. Драгомирова уже звали в Киеве „жидовским батькой“ и спорили, за сколько миллионов он продался».

## Итоги погрома и оценки количества жертв
По мнению историка А. С. Пученкова, главной причиной погрома стало «всеобщее погромное настроение». Вернувшиеся в Киев «добровольцы» рассматривали еврейское население как свою военную добычу. Антисемитизм «добровольцев» сыграл им дурную службу — еврейское население стало в массе своей враждебно относиться к Добровольческой армии, а сама армия вышла из погрома ещё более разложенной. Гражданские и военные власти не попустительствовали погрому, а старались пресечь его находящимися в их распоряжении средствами.
Погромщики разгромили большинство магазинов в еврейских кварталах Киева. В одном Лыбедском районе Киева было зарегистрировано 800 налётов на еврейские квартиры. В результате погрома хозяйственная жизнь города была окончательно подорвана — многие магазины и прочие коммерческие учреждения были разграблены, а даже те, которым удалось уцелеть, всё равно закрылись.
Данные о количестве жертв погрома противоречивы. При этом нужно учитывать факт ведения в городе и его предместьях интенсивных боевых действий, число жертв которых среди мирного населения никто и никогда не учитывал, а все убитые и умершие от ран евреи с 1 (14) октября по 7 (20) октября 1919 года были учтены как жертвы погрома.
В капитальном труде И. Б. Шехтмана (под редакцией Н. Ю. Гергеля и И. М. Чериковера) «История погромного движения на Украине», изданном в 1932 году и ссылающемся на сводный отчёт ЕКОПО (Еврейский комитет помощи жертвам войны и погромов — общественная организация, действовавшая с начала Первой мировой войны), число жертв киевского погрома первой недели октября 1919 г. содержит «153 имени, кроме того похоронены неопознанными 20 человек, затем через несколько дней по составлении списка он был пополнен ещё 50-ю именами и кроме того в анатомическом <театре> было около 40 трупов. Отдельно похоронено на Слободке 28 человек и на Куренёвке 3 человека. Всего установлено жертв погрома 294 человека. Число это впоследствии увеличилось найденными в разных местах трупами». При этом, однако, в заключающей труд Шехтмана сводной таблице погромов ВСЮР применительно к киевскому указано: «ок. 500 уб[итых]». Каким образом получена эта цифра, в книге не объяснялось.
Профессор Е. М. Кулишер от имени южнороссийского еврейства сообщал в ноябре 1919 г. генералу Бриггсу, состоявшему при Британской военной миссии, что при погроме в Киеве «зарегистрировано около 400 убитых евреев».
В книге-альбоме З. С. Островского «Еврейские погромы 1918—1921 гг.», подготовленной в 1923 году Евобщесткомом (Еврейский общественный комитет помощи пострадавшим от погромов) и изданной в Москве в 1926 году, общее число жертв октябрьского погрома в Киеве оценивалось в 600 человек.
В книге историка О. В. Будницкого «Российские евреи между красными и белыми (1917—1920)», изданной в 2005 г., данные о числе жертв «добровольческого» погрома в Киеве были позаимствованы из упомянутой выше книги И. Б. Шехтмана.
Исследователь А. А. Немировский полагал, что число жертв киевского погрома заведомо не превышало 300 человек, а скорее всего, составляло несколько десятков: учитывая масштаб и напряжённость боёв за Киев, большую часть из погибших евреев должны были составить потери от этих боёв. Немировский полагал, что в пользу сделанных им оценок числа жертв погрома свидетельствовали и воспоминания информированных участников событий из «противоположных лагерей». Так, один из киевских еврейских общественных деятелей А. А. Гольденвейзер писал, в частности: «Человеческие жертвы были, увы! и от того погрома. Но убийства происходили как-то параллельно и независимо от ограблений. Не было бушующей толпы, грабящей и убивающей. В отдельных случаях солдаты — преимущественно кавказцы… — ловили на глухих улицах молодых евреев и расправлялись с ними. Но даже и от них часто можно было откупиться…». Ему вторил один из киевских общественных деятелей В. В. Шульгин: «грабили, грабили и грабили, но на убийства не простёрли руки своей (за редкими исключениями)», а о распространённых слухах о числе жертв погрома в сотни человек Шульгин говорил: «не просто преувеличены…, а преувеличены телескопически».

### Первоисточники
- Островский, З. С. Еврейские погромы 1918-1921 гг. — 1-е. — М.: Акц. общество «Школа и книга», 1926. — 5000 экз.
- Шульгин В. В. Пытка страхом. Газета «Киевлянин». 8 октября 1919 г.
- Шульгин В. В. «Что нам в них не нравится» (Об антисемитизме в России) — Париж: Russia Minor, 1929. — 330 с.

### Научные исследования
- Вейгман Сергей Маркович. Кадиш сироты. Список евреев Киева, погибших во время погромов и военных конфликтов 1917-1919]. — Киев: Bookland, 2014. Архивировано 19 апреля 2016 года.
- Будницкий О. В. Российские евреи между красными и белыми (1917-1920). — М.: Российская политическая энциклопедия, 2005. — 1000 экз. — ISBN 5-8243-0666-4.
- Костырченко, Г. В. Выбор. О книге Олега Будницкого «Российские евреи между белыми и красными (1917– 1920)» // Лехаим : Журнал. — 2006. — Т. 172, № 8.
- Немировский, А. А. Беззаконные убийства евреев в зоне власти Добровольческих армий Юга России // Удел Могултая.
- Немировский, А. А. К вопросу о числе жертв еврейских погромов в Фастове и в Киеве (осень 1919 г.) // Новый исторический вестник : Журнал. — 2006. — Т. 14, № 1.
- Шехтман И. Б. История погромного движения на Украине. Том 2. Погромы Добровольческой армии на Украине. — 1932. — 394 с. Архивировано 6 января 2009 года.